# 浦和克行
浦和 克行（うらわ かつゆき、1982年2月3日 - ）は、茨城県守谷市出身の元ハンドボール選手。ポジションはゴールキーパー。

## 経歴
守谷市立けやき台中学校、茨城県立伊奈高等学校、日本体育大学を経て、2004年より大崎オーソルへ入団。
2013-14年シーズン限りで現役を引退した。

## 詳細情報

### 年度別成績
| 年      | チーム   | 試合 | FS 阻止 | 率   | 7m 阻止 | 率   |
| ------- | -------- | ---- | ------- | ---- | ------- | ---- |
| 2007-08 | 大崎電気 | 9    | -       | -    | 0/3     | .000 |
| 2008-09 | 大崎電気 | 14   | -       | -    | 2/5     | .400 |
| 2009-10 | 大崎電気 | 8    | -       | -    | 0/2     | .000 |
| 2010-11 | 大崎電気 | 11   | -       | -    | 1/2     | .500 |
| 2011-12 | 大崎電気 | 13   | -       | -    | 2/8     | .250 |
| 2012-13 | 大崎電気 | 15   | 194/461 | .421 | 1/3     | .333 |
| 2013-14 | 大崎電気 | 12   | 97/243  | .399 | 1/3     | .333 |

- 各年度の太字はリーグ最高
- 2006-07年シーズン以前の成績はランニングスコアが公開されていないため省略
- 2011-12年シーズン以前はシュート阻止数の公式記録がないため省略

### 通算成績
| JHL：11年 | FS 阻止 | 率   |
| --------- | ------- | ---- |
| JHL：11年 | 291/704 | .413 |

- シュート阻止率は2012-13年シーズンから集計

### タイトル・表彰
- 最優秀選手賞：1回 (2012年)
- ベストセブン賞：2回 (2011年・2012年)